# Герб Постав
Герб Постав (бел. Герб Паставаў) — официальный геральдический символ города Поставы Витебской области Белоруссии.

## История

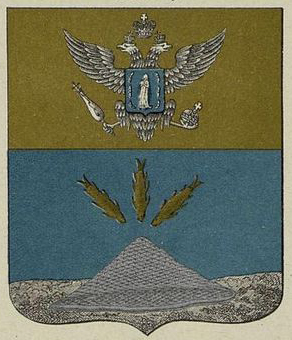
Герб Постав периода Российской империи

Исторический герб Постав появился после вхождения города в состав Российской империи в результате второго раздела Речи Посполитой. Он был учреждён российской императрицей Екатериной II 22 января 1796 года. Описание и толкование герба содержится в полном собрании законов Российской империи: «В уезде сего города при местечке Мяздоле в озере производится обильная рыбная ловля довольствующая Губернский город Минск и другия; в знак сего в голубом поле изображена внизу пирамидально растянутая серебряная рыболовная сеть, а сверху таким же образом углом положены и обращены головами вниз три золотыя рыбы».
Современный герб Постав учреждён Указом Президента Республики Беларусь от 20 января 2006 года № 36.

## Описание
Герб города Поставы представляет собой изображение в голубом поле французского щита рыбацкой сети, вверху — три золотые рыбки, направленные под углом вниз головой.

## Использование
Герб города Поставы является собственностью Поставского района, правом распоряжения которой обладает Поставский районный исполнительный комитет.
Изображение герба города Поставы размещается на зданиях, в которых расположены органы местного управления и самоуправления города Поставы и Поставского района, а также в помещениях заседаний этих органов и в служебных кабинетах их руководителей. Изображение герба города Поставы может размещаться в тех местах города Поставы и Поставского района, где в соответствии с белорусским законодательством предусматривается размещение изображения Государственного герба Республики Беларусь.
Изображение герба города Поставы может использоваться также во время государственных праздников и праздничных дней, торжественных мероприятий, проводимых государственными органами и иными организациями, народных, трудовых, семейных праздников и мероприятий, приуроченных к памятным датам.
Право на использование изображения герба города Поставы в иных случаях может быть предоставлено по решению Поставского районного исполнительного комитета.